# Miss Brésil 1960
Miss Brésil 1960, 7e élection de Miss Brésil, s'est déroulée le 11 juin 1960 au Ginásio do Maracanãzinho.
La gagnante, Gina MacPherson succède à Vera Ribeiro, Miss Brésil 1959.

## Classement final
| Titre            | Candidates                                                                                        |
| ---------------- | ------------------------------------------------------------------------------------------------- |
| Miss Brésil 1959 | - Guanabara - Gina MacPherson                                                                     |
| 1re dauphine     | - District fédéral - Magda Renate Pfrimer                                                         |
| 2e dauphine      | - Pernambouc - Maria Edilene Torreão                                                              |
| 3e dauphine      | - Minas Gerais - Mercedes Von Glehn                                                               |
| 4e dauphine      | - Rio Grande do Sul - Edda Logges                                                                 |
| Top 8            | - Amazonas - Vanja Nobre Jacob - Rio de Janeiro - Marzy Moreira - São Paulo - Érika Bertha Zirkus |

## Prix distribués
| Prix           | Candidate                        |
| -------------- | -------------------------------- |
| Miss Sympathie | - Rio de Janeiro - Marzy Moreira |

## Candidates
| Numéro | État                | Nom                         |
| ------ | ------------------- | --------------------------- |
| 1      | Alagoas             | Lunalva Lamenha da Costa    |
| 2      | Amapá               | Glória Maria Celso Portugal |
| 3      | Amazonas            | Vanja Nobre Jacob           |
| 4      | Bahia               | Eliana Miranda              |
| 5      | Ceará               | Wanda Lúcia Gomes           |
| 6      | District fédéral    | Magda Renate Pfrimer        |
| 7      | Espírito Santo      | Jocy Santana de Morais      |
| 8      | Goiás               | Iara Aparecida Moreira      |
| 9      | Guanabara           | Jean "Gina" MacPherson      |
| 10     | Maranhão            | Merle Aguiar Salmen         |
| 11     | Mato Grosso         | Alba Terezinha de Lima      |
| 12     | Minas Gerais        | Mercedes Von Glehn          |
| 13     | Pará                | Edna Azevedo                |
| 14     | Paraíba             | Maria das Mercês Morais     |
| 15     | Paraná              | Maurina Kassemache          |
| 16     | Pernambouc          | Maria Edilene Torreão       |
| 17     | Piauí               | Idjanira Portela de Araújo  |
| 18     | Rio de Janeiro      | Marzy Moreira               |
| 19     | Rio Grande do Norte | Zélia Pinheiro              |
| 20     | Rio Grande do Sul   | Edda Logges                 |
| 21     | Santa Catarina      | Eliseana Yoshman            |
| 22     | São Paulo           | Érika Bertha Zirkus         |
| 23     | Sergipe             | Maria Bandeira de Melo      |

## Observations

### Désistements
- Acre
- Roraima